# Бзениця (Хорватія)
45°16′ пн. ш. 17°46′ сх. д. / 45.26° пн. ш. 17.76° сх. д.
Бзениця (хорв. Bzenica) — населений пункт у Хорватії, у Пожезько-Славонській жупанії у складі міста Плетерниця.

## Населення
Населення за даними перепису 2011 року становило 96 осіб.
Динаміка чисельності населення поселення:

## Клімат
Середня річна температура становить 11,16 °C, середня максимальна – 25,80 °C, а середня мінімальна – -5,81 °C. Середня річна кількість опадів – 811 мм.
| Клімат поселення                              | Клімат поселення | Клімат поселення | Клімат поселення | Клімат поселення | Клімат поселення | Клімат поселення | Клімат поселення | Клімат поселення | Клімат поселення | Клімат поселення | Клімат поселення | Клімат поселення | Клімат поселення |
| Показник                                      | Січ.             | Лют.             | Бер.             | Квіт.            | Трав.            | Черв.            | Лип.             | Серп.            | Вер.             | Жовт.            | Лист.            | Груд.            |                  |
| Середній максимум, °C                         | 6,82             | 8,51             | 13,03            | 17,68            | 22,76            | 25,80            | 25,20            | 24,48            | 20,43            | 15,14            | 9,44             | 5,32             |                  |
| Середня температура, °C                       | 0,51             | 2,19             | 6,72             | 11,37            | 16,45            | 19,50            | 21,38            | 20,66            | 16,62            | 11,33            | 5,64             | 1,49             |                  |
| Середній мінімум, °C                          | −5,81            | −4,13            | 0,41             | 5,06             | 10,13            | 13,18            | 17,57            | 16,86            | 12,81            | 7,51             | 1,82             | −2,31            |                  |
| Норма опадів, мм                              | 51               | 51               | 51               | 63               | 74               | 100              | 72               | 68               | 59               | 73               | 82               | 67               |                  |
| Середньомісячна швидкість вітру, м/с          | 1.77             | 2.02             | 2.32             | 2.28             | 2.02             | 1.90             | 1.82             | 1.70             | 1.65             | 1.69             | 1.75             | 1.82             |                  |
| Середньомісячна сонячна радіація, кДж/м²·день | 4308             | 7044             | 10907            | 15285            | 19382            | 21238            | 22329            | 20402            | 14958            | 9251             | 4878             | 3591             |                  |
| --------------------------------------------- | ---------------- | ---------------- | ---------------- | ---------------- | ---------------- | ---------------- | ---------------- | ---------------- | ---------------- | ---------------- | ---------------- | ---------------- | ---------------- |
| Джерело:                                      |                  |                  |                  |                  |                  |                  |                  |                  |                  |                  |                  |                  |                  |